# Округ Акејдија (Луизијана)
Акејдија (енгл. Acadia Parish) је округ у америчкој савезној држави Луизијана.

## Демографија
По попису из 2010. године број становника је 61.773, што је 2.912 (4,9%) становника више него 2000. године.
| Група             | 2000.          | 2010.          |
| Белци             | 47.150 (80,1%) | 48.555 (78,6%) |
| Афроамериканци    | 10.740 (18,2%) | 11.175 (18,1%) |
| Азијати           | 89 (0,2%)      | 137 (0,2%)     |
| Хиспаноамериканци | 538 (0,9%)     | 1.060 (1,7%)   |
| Укупно            | 58.861         | 61.773         |